# أكاديمية الملك فهد (ألمانيا)
أكاديمية الملك فهد في برلين، هي مدرسة عربية سعودية، توفر التعليم بمراحله الدراسية الثلاث، لمنسوبي السفارة السعودية في ألمانيا وأبناء الجالية العربية والإسلامية. عملت في سنواتها الأربع الأولى في مقر مشترك مع مدرسة ألمانية، ثم استقلت في عام 2005م 

## أهداف الأكاديمية ومنهج الدراسة
تهدف الأكاديمية إلى تحقيق مجموعة من الأهداف وهي:
- تأهيل أبناء الجالية السعودية والعربية والإسلامية للمستقبل
- العمل على تحقيق الأهداف التربوية والتعليمية لأبناء المسلمين والعرب
- مد جسر من الروابط والعلاقات الاجتماعية بين أبناء المسلمين
- المحافظة على القيم والمبادئ الإسلامية، وعدم إهمال اللغة الأم وهي لغة القرآن الكريم اللغة العربية
- تزويد الطلبة بالمعارف والمهارات واللغتين الألمانية والأنجليزية حتى يصبحوا أكثر قدرة على الألتحاق بالجامعات الألمانية، ومن ثم الدخول إلى سوق العمل، وأما منهج المدرسة فيتلخص في الآتي:
- تدريس جميع المقررات الدراسية وفق المنهج السعودي من خلال المراحل الدراسية
- تدريس اللغة الألمانية في المراحل الأبتدائية والمتوسطة والثانوية
- تدريس اللغة الانجليزية كلغة أجنبية ثانية في المرحلتين المتوسطة والثانوية
- تدريس الحاسب الآلي في المرحلة المتوسطة.[2]

## مرافق الأكاديمية[3]
- مختبر العلوم
- معمل الحاسب
- مكتبة
- قاعة لنشاط التربية الفنية